# Artpop (песня)
Artpop (стилизовано ARTPOP) — песня американской исполнительницы Леди Гаги из её третьего одноимённого альбома, выпущенная 11 ноября 2013 года. Авторами песни являются Леди Гага, Пол «DJ White Shadow» Блэр, Dino Zisis, Nick Monson. Artpop — первая песня, которая была написана для альбома, и песня, над которой потребовалось самое большое количество времени.

## Предпосылки
«ARTPOP» — это самая первая песня, которую Гага написала для альбома. Певица работала над ней дольше, чем над остальными. Впервые песня была упомянута 3 августа 2012 года, когда Гага на своих страницах в Instagram и LittleMonsters.com выставила фото с изображением её новой татуировки «ARTPOP». Затем в этот же день на странице в Instagram певица выставила фото со словами из песни: «We could, we could belong together. ARTPOP». 7 августа появилось второе фото со словами: «A hybrid can withstand these things, my heart can beat with bricks and strings, my ARTPOP could mean anything».
Демоверсия «ARTPOP» была известна как «Swan Song». В июле 2012 года фанаты в Нью-Йорке услышали из машины Гаги отрывок демо «ARTPOP». Затем на видеохостинге YouTube стали появляться различные видео фанатов, снятые около машины Гаги. На них можно услышать строки из песни: «…music not a bling».

## О песне
Согласно нотным листам, опубликованным на Musicnotes.com, песня выдержана в темпе данс-поп 117 ударов в минуту. Она написана в тональности ре-минор и имеет последовательность аккордов Dm-Gm-F-C. Вокальный диапазон Гаги составляет от фа малой октавы до ля первой октавы.

## Живые выступления

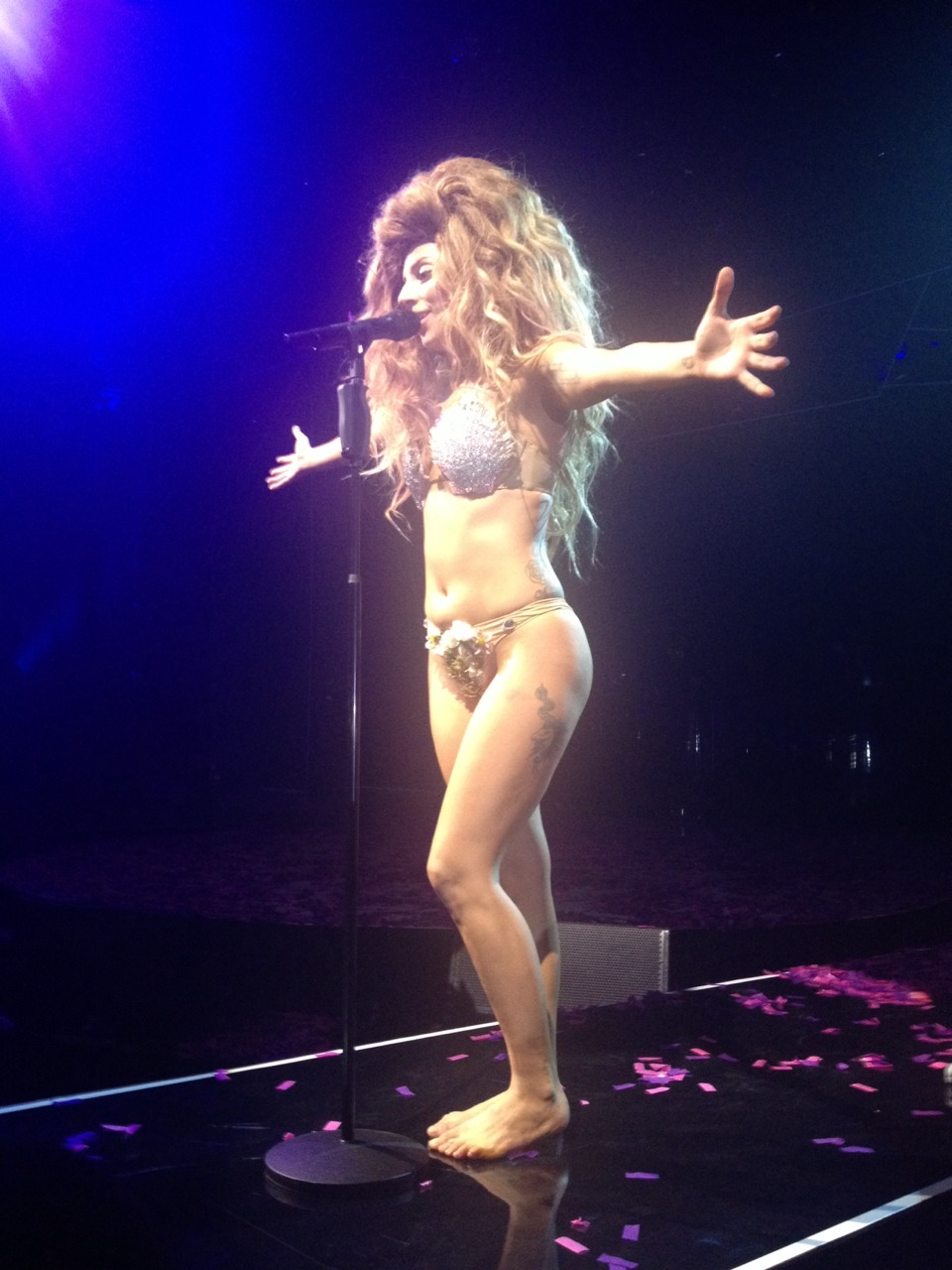
Леди Гага на iTunes Festival 1 сентября 2013 года

Гага дебютировала с песней «ARTPOP» на выступлении на iTunes Festival 1 сентября 2013 года. В сет-листе выступления «ARTPOP» была третьей из восьми песен. Во время выступления с песней «MANiCURE» и пианино-интерлюдии, Гага сняла свою одежду, и оставшись в бикини из морских ракушек и пышном парике русого цвета, начала исполнять песню. Эш Персиваль из The Huffington Post похвалил выступление, сказав, что песня «смотрелась на сцене многообещающе». Обзор сайта Capital FM счёл песню похожей на хит Гаги 2009 года «Paparazzi». Роберт Коспей из Digital Spy в своём обзоре смутился от выступления, но остался доволен от композиции в медленном темпе и оценил его на 3,5 звезды из 5. Писательница из The Guardian Китти Эмпайр раскритиковала практически полное отсутствие одежды на теле исполнительницы, но в целом похвалила выступление.
Следующим местом выступления с песней «ARTPOP» стала двухдневная вечеринка artRAVE по случаю релиза альбома. В сет-листе выступления 10 ноября 2013 года «ARTPOP» была второй песней после «Aura». Одетая по словам Хардипа Фулла из New York Post «как комбинация наряда S&M и человечка Michelin», Гага во время исполнения песни пробиралась через толпу фанатов, чтобы взойти на главную сцену и исполнить там основную часть песен.
Гага исполнила песню на шоу Lady Gaga and the Muppets' Holiday Spectacular (это второй её специальный телевыпуск в честь дня Благодарения; первый состоялся в 2011 году), которое транслировалось на канале ABC 28 ноября 2013 года. В качестве приглашённого гостя выступал Элтон Джон. После выступления с песней Джона 1974 года «Bennie and the Jets», дуэт начал исполнять «ARTPOP». Они сидели друг напротив друга и по обе стороны играли на пианино. Во время припева они присоединились к маппетам, которые исполняли бэк-вокал. Крис Уиллман из Billboard назвал Джона самым лучшим гостевым исполнителем в специальном телевыпуске.

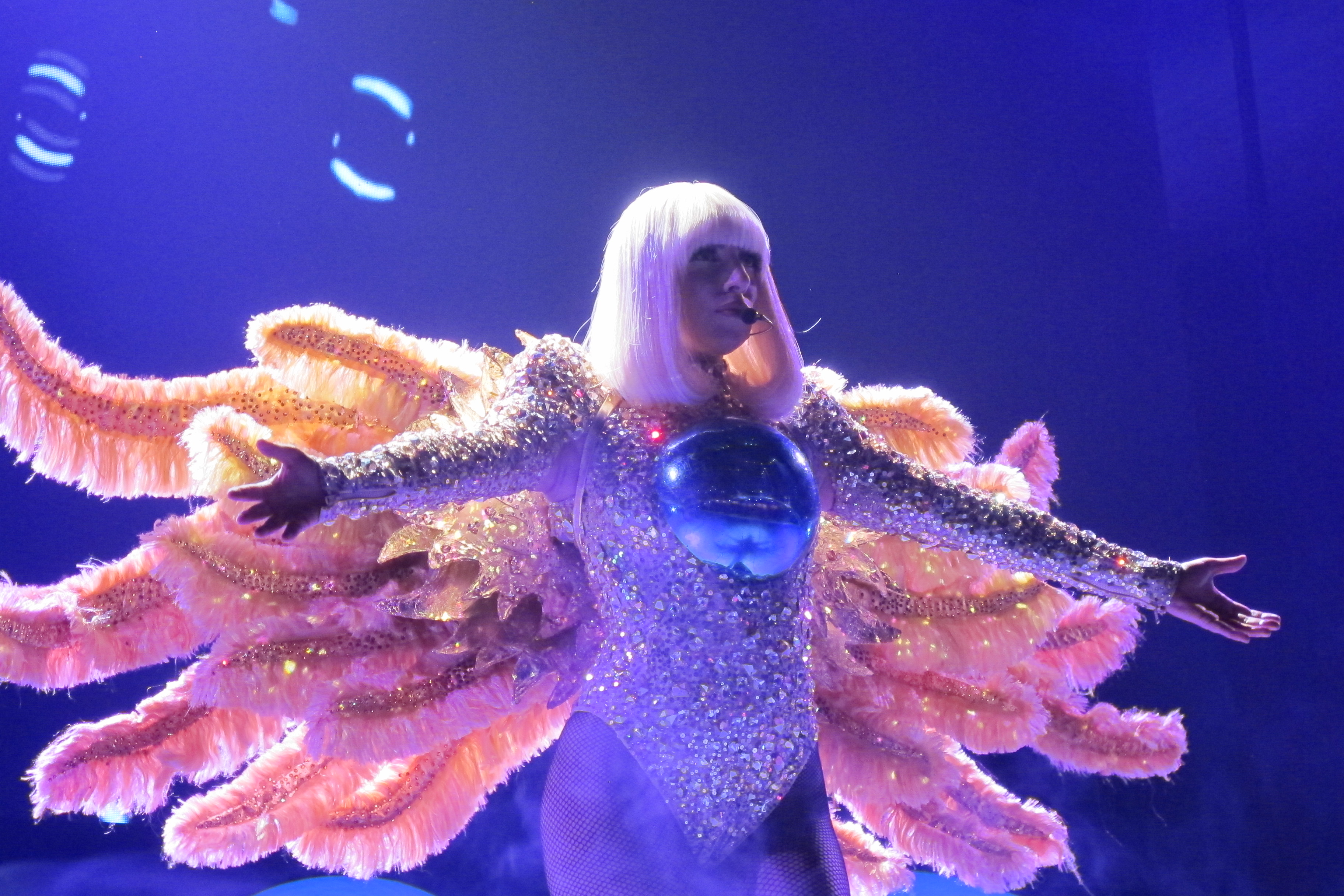
Леди Гага исполняет песню «ARTPOP» на ArtRave: The Artpop Ball Tour, 2014 год

Она также выступила 18 февраля 2014 года на The Tonight Show Starring Jimmy Fallon. Это выступление стало возвращением Леди Гаги во внимание СМИ, поскольку до этого она была в небольшом отпуске из-за депрессии, которая появилась на фоне предательства в сторону певицы, и работы над новым материалом. Она была одета в белое платье и носила длинный белый парик. Песня началась с акустической части: Гага играла на кристальном пианино, находящееся на вершине склона в конце сцены. На втором куплете начали играть электронные биты, и акустическая версия «ARTPOP» плавно перешла в студийную. Гага спустилась по склону на переднюю часть сцены и продолжила исполнять песню и танцевать. Карл Виллиот из Idolator похвалил выступление, добавив, что оно помогло ему ценить трек ещё больше. Также положительный отзыв о выступлении оставила Мелинда Ньюман из HitFix, сказав, что «Гага превосходна, когда она исполняет свои песни с минимумом аккомпанемента на пианино».
В 2014 году Гага отправилась в свой четвёртый мировой тур ArtRave: The Artpop Ball Tour, где она открывала шоу этой песней.